# Cratere Sherrington
Sherrington è un cratere lunare di 18,8 km situato nella parte sud-occidentale della faccia nascosta della Luna.